# Homalonesiota
Homalonesiota is een geslacht van kevers uit de familie van de loopkevers (Carabidae). De wetenschappelijke naam van het geslacht is voor het eerst geldig gepubliceerd in 1908 door Maindron.

## Soorten
Het geslacht Homalonesiota omvat de volgende soorten:
- Homalonesiota karawari Maindron, 1908
- Homalonesiota straneoi (Darlington, 1962)